# Ламанон (горы)
Ламано́н — древний вулканический массив в Западно-Сахалинских горах, образующий выступ на западном берегу острова Сахалин (мыс Ламанон).
В горах Ламанон сочетаются лавовые плато высотой 300—800 м, построенные покровами миоценовых базальтов и отчасти андезитов, а также группа вулканических конусов высотой от 600 до 1022 м — экструзивных куполов, сложенных плиоцен-постплиоценовыми дацитами и андезитами.
Климат здесь муссонный, с 600—800 мм осадков в год. На склонах присутствуют крупно-глыбовые россыпи, растёт елово-пихтовая тайга и каменноберезняки с подлеском из курильского бамбука. У вершин гор преобладает кедровый стланик.
Горы Ламанон получили своё название по вершине Ламанон, названной так в 1787 году французским мореплавателем Жаном-Франсуа де Лаперузом, руководителем первой европейской экспедиции, посетившей эти места, в честь участника экспедиции Робера де Ламанона — ученого-физика, ботаника и метеоролога.